# Feuguerolles-Bully
Feuguerolles-Bully és un municipi francès situat al departament de Calvados i a la regió de Normandia. L'any 2007 tenia 1.305 habitants.

## Demografia

### Població
El 2007 la població de fet de Feuguerolles-Bully era de 1.305 persones. Hi havia 460 famílies de les quals 86 eren unipersonals (39 homes vivint sols i 47 dones vivint soles), 137 parelles sense fills, 206 parelles amb fills i 31 famílies monoparentals amb fills.
La població ha evolucionat segons el següent gràfic:
Habitants censats

### Habitatges
El 2007 hi havia 485 habitatges, 475 eren l'habitatge principal de la família, 3 eren segones residències i 8 estaven desocupats. 455 eren cases i 28 eren apartaments. Dels 475 habitatges principals, 389 estaven ocupats pels seus propietaris, 79 estaven llogats i ocupats pels llogaters i 7 estaven cedits a títol gratuït; 5 tenien una cambra, 20 en tenien dues, 45 en tenien tres, 90 en tenien quatre i 315 en tenien cinc o més. 392 habitatges disposaven pel capbaix d'una plaça de pàrquing. A 156 habitatges hi havia un automòbil i a 293 n'hi havia dos o més.

### Piràmide de població
La piràmide de població per edats i sexe el 2009 era:
| Homes | Edats   | Dones |
| ----- | ------- | ----- |
| 0     | 95 o +  | 0     |
| 0     | 90 a 94 | 0     |
| 0     | 85 a 89 | 4     |
| 0     | 80 a 84 | 0     |
| 4     | 75 a 79 | 16    |
| 4     | 70 a 74 | 8     |
| 16    | 65 a 69 | 16    |
| 32    | 60 a 64 | 20    |
| 28    | 55 a 59 | 52    |
| 64    | 50 a 54 | 52    |
| 84    | 45 a 49 | 64    |
| 36    | 40 a 44 | 52    |
| 36    | 35 a 39 | 32    |
| 36    | 30 a 34 | 32    |
| 20    | 25 a 29 | 24    |
| 28    | 20 a 24 | 44    |
| 44    | 15 a 19 | 56    |
| 40    | 10 a 14 | 44    |
| 48    | 5 a 9   | 44    |
| 48    | 0 a 4   | 12    |

## Economia
El 2007 la població en edat de treballar era de 862 persones, 662 eren actives i 200 eren inactives. De les 662 persones actives 620 estaven ocupades (314 homes i 306 dones) i 42 estaven aturades (18 homes i 24 dones). De les 200 persones inactives 75 estaven jubilades, 84 estaven estudiant i 41 estaven classificades com a «altres inactius».

### Ingressos
El 2009 a Feuguerolles-Bully hi havia 463 unitats fiscals que integraven 1.334,5 persones, la mediana anual d'ingressos fiscals per persona era de 20.321 €.

### Activitats econòmiques
Dels 37 establiments que hi havia el 2007, 1 era d'una empresa alimentària, 5 d'empreses de fabricació d'altres productes industrials, 5 d'empreses de construcció, 9 d'empreses de comerç i reparació d'automòbils, 2 d'empreses de transport, 1 d'una empresa d'hostatgeria i restauració, 2 d'empreses d'informació i comunicació, 1 d'una empresa financera, 1 d'una empresa immobiliària, 2 d'empreses de serveis, 5 d'entitats de l'administració pública i 3 d'empreses classificades com a «altres activitats de serveis».
Dels 7 establiments de servei als particulars que hi havia el 2009, 1 era un paleta, 1 lampisteria, 2 electricistes, 1 empresa de construcció, 1 perruqueria i 1 restaurant.
L'únic establiment comercial que hi havia el 2009 era una fleca.
L'any 2000 a Feuguerolles-Bully hi havia 4 explotacions agrícoles.

## Equipaments sanitaris i escolars
El 2009 hi havia una escola elemental.

## Poblacions més properes
El següent diagrama mostra les poblacions més properes.